# Ponte Sorgenza
Ponte Sorgenza, detta anche semplicemente Sorgenza, è una località del comune Pontelandolfo in provincia di Benevento.

## Geografia fisica
Si trova a nord di Pontelandolfo, da cui dista quasi 2 Km, si trova a 500 metri di altitudine sul livello del mare.

## Storia
Fu tra i primi insediamenti abitati del Sannio, nella zona fu rivenuto il sito di Santa Teodora, risalente tra il II, e il IV secolo dove furono ritrovati mattoni, embrici, monete d’età romana, in un’area di circa 230 mq. che in epoca medioevale fu utilizzata come necropoli.